# Isulukati River
Der Isulukati River (auch: Crayfish River) ist ein kurzer Fluss an der Küste im Osten von Dominica im Parish Saint David.

## Geographie
Der Isulukati River entsteht aus dem Zusammenfluss seiner Quellbäche Kululuti Ravine und Ravine Pataukati bei Salybia (Sapit) und stürzt in kurzen, steilem Lauf nach Osten, wo er nach ca. 2 km, bei Tumaka an der Steilküste den Isulukati Waterfall (⊙) bildet und in den Atlantik mündet. Dort befindet sich auch das Kulturzentrum Kalinago Barana Auté.
Im Osten schließt sich das Einzugsgebiet des Pagua River an und nach Süden das Einzugsgebiet des Salibia River (Salybia / St. Marie River).